# Баксанская (песня)
«Бакса́нская» — песня, написанная в начале 1943 года группой военных альпинистов на мотив популярного предвоенного танго «Пусть дни проходят» композитора Бориса Терентьева. Среди авторов слов — альпинисты Андрей Грязнов, Любовь Коротаева, Николай Персиянинов, Борис Грачёв, Алексей Немчинов, Георгий Сулаквелидзе и Николай Моренец. Также известна под названиями «Помнишь, товарищ, белые снега» и «Баксанская фронтовая».
В песне описываются реальные события, происходившие во время Великой Отечественной войны в Приэльбрусье, в том числе упоминается записка «под скалистым гребнем для грядущих дней», оставленная альпинистами во время выполнения приказа, согласно которому было необходимо собрать данные о расположении огневых точек немецкой армии в верхней части Баксанского ущелья.
В послевоенное время песня была популярна среди туристов и альпинистов, впоследствии её называли «одной из самых знаменитых песен о горах». Тем не менее имена её авторов долго оставались неизвестными, и она воспринималась как «альпинистский фольклор». В 1960-х годах обстоятельства создания песни и имена её авторов были уточнены. Значительная роль в сохранении популярности песни принадлежит Юрию Визбору.

## История
Там, где снег тропинки заметает,

Где лавины грозные шумят,

Эту песнь сложил и распевает

Альпинистов боевой отряд.

Нам в боях родными стали горы,

Не страшны туманы и пурга,

Дан приказ — недолги были сборы

На разведку в логово врага.

Помнишь, товарищ, белые снега,

Стройный лес Баксана, блиндажи врага,

Помнишь гранату и записку в ней

На скалистом гребне для грядущих дней?

### Во время войны
Летом 1942 года немецкие войска развернули наступление на Северном Кавказе. Им удалось проникнуть в высокогорные районы Главного Кавказского хребта и, в частности, водрузить нацистские флаги на самой высокой точке Европы — вершине горы Эльбрус. Тяжёлые бои проходили в Баксанском ущелье, где хорошо обученным горным стрелкам дивизии «Эдельвейс» противостояли малочисленные, но манёвренные отряды советских военных горнолыжников. Командиром одного из таких отрядов был лейтенант Андрей Грязнов, молодой спортсмен из Днепропетровска. Помимо оборонительных действий, его отряд должен был собирать разведывательные данные для 897-го горнострелкового полка.

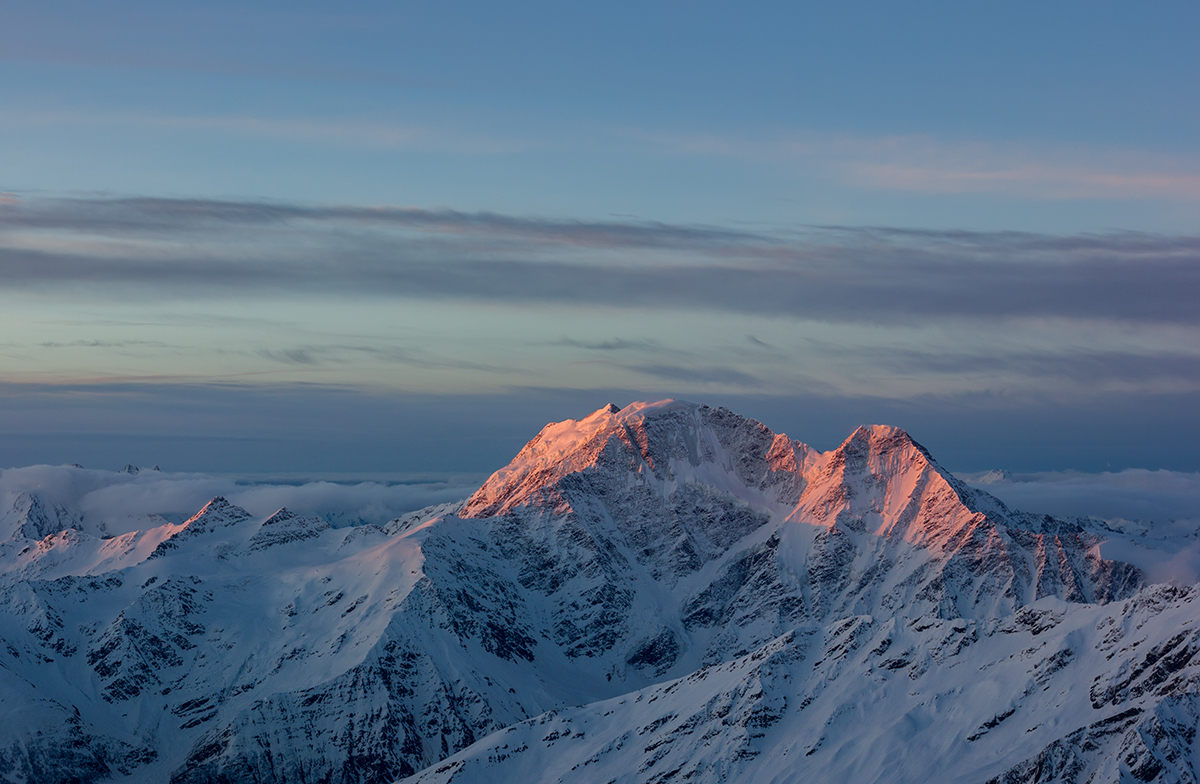
Донгуз-Орун (в центре) и Накра (справа); две пирамидальные вершины в левой части снимка — Большой и Малый Когутай

В предновогодний день 1942 года (по другим данным — в самые первые дни 1943 года) из штаба был получен приказ, согласно которому было необходимо собрать данные о расположении огневых точек немецкой армии в верхней части Баксанского ущелья. Для выполнения этого приказа Грязнов вместе с лейтенантом Любовью Коротаевой взошёл на расположенный на трёхкилометровой высоте гребень, соединяющий вершины гор Малый Когутай и Донгуз-Орун, — восхождение проходило в ночное время, а гребня они достигли к утру. После того как они нанесли на карту сведения о расположении немецких подразделений и техники, Грязнов предложил оставить на гребне послание для будущих альпинистов. Записку они вложили в гранату, предварительно удалив из неё запал, а затем обложили её камнями. В записке, датированной 3 января 1943 года, было написано: «В дни, когда враг побежал под ударами Красной армии, мы поднялись сюда без верёвок и палаток, в шубах и валенках, по суровым стенам Донгуз-Оруна, чтобы указать путь наступающим войскам». Были там и такие слова: «Ребята, мы сейчас бьёмся с фашистами. Нам тяжело. Мы вспоминаем костры, которые горели здесь во время восхождения, песни у костров и нашу счастливую довоенную жизнь… Желаем вам быть ещё более счастливыми, чем были мы».

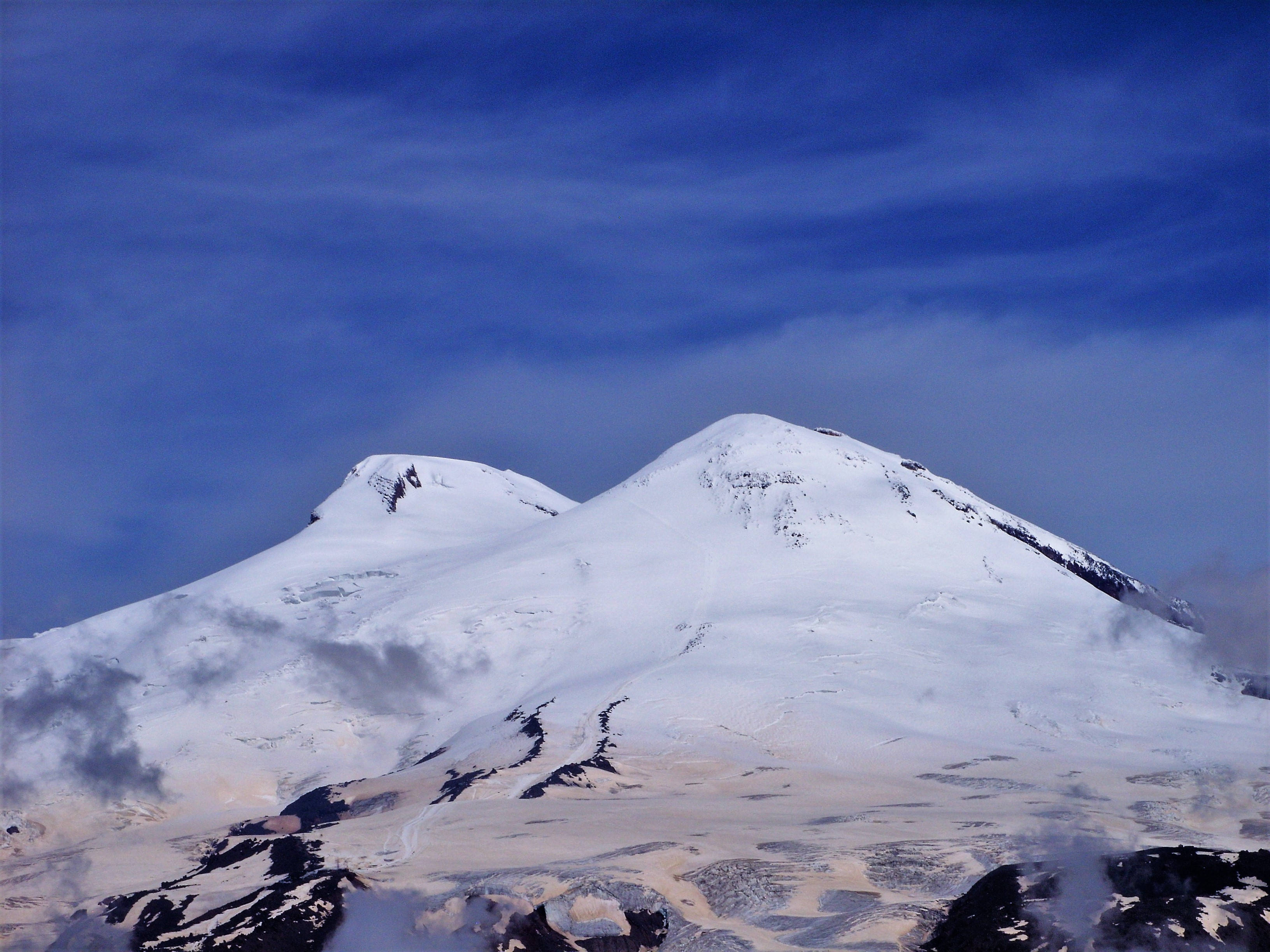
Западная (слева) и восточная (справа) вершины Эльбруса

В начале 1943 года Грязнов и Коротаева вошли в состав группы опытных альпинистов, которым было поручено снять немецкие штандарты с вершин Эльбруса и водрузить там советские флаги. На пути к подножию Эльбруса участники экспедиции остановились в одном из селений недалеко от Терскола. Любовь Коротаева вспоминала: «Ночью, невзирая на тяжёлый переход, нам не хотелось спать. Мы вышли на веранду, откуда открывалась чудесная панорама. Все горы были залиты лунным светом. Был виден и гребень, где мы оставили гранату. Андрей что-то тихо насвистывал, а потом пропел: „Помнишь гранату и записку в ней, на скалистом гребне для грядущих дней?“».
Эти строки, пропетые на мотив популярного в то время танго «Пусть дни проходят» композитора Бориса Терентьева, и ознаменовали собой рождение новой песни. Постепенно участники восхождения на Эльбрус добавляли к ней новые строки — таким образом, помимо Грязнова и Коротаевой, соавторами песни стали и их товарищи Николай Персиянинов, Борис Грачёв, Алексей Немчинов, Георгий Сулаквелидзе и Николай Моренец (иногда в число авторов включают только Грязнова, Коротаеву и Персиянинова).
Задание по снятию немецких штандартов и установке советских флагов на вершинах Эльбруса было успешно выполнено — 13 февраля 1943 года на западную вершину (5642 м) взошёл отряд под руководством Николая Гусака, а через четыре дня, 17 февраля, на восточную вершину (5621 м) поднялась группа под руководством Александра Гусева, в которую входили все указанные авторы слов песни. Гусев впоследствии вспоминал: «Грязнов произнёс первую стихотворную строчку, кто-то добавил вторую. Так и сложилась песня, ставшая очень популярной среди военных альпинистов».
Песня «Пусть дни проходят» была написана Борисом Терентьевым на стихи Ильи Финка в 1938 году. Во время войны её мотив был использован не только в «Баксанской», но и в песне «Голуби» («Жил в Ростове Витя Черевичкин…»), рассказывающей о подвиге подростка-партизана, погибшего в Ростове-на-Дону. Обсуждая эти примеры, в статье о творчестве Терентьева музыковед Иван Мартынов писал, что «большое счастье для композитора видеть, как созданная им мелодия становится всеобщим достоянием, перефразируется, сочетается с новыми словами, живёт в народе».

### После войны
В послевоенное время песня была популярна среди туристов и альпинистов, но имена её авторов долго оставались неизвестными, и она воспринималась как «альпинистский фольклор». Об этом, в частности, свидетельствовал рассказ Юрия Визбора «Автор песни», опубликованный в журнале «Музыкальная жизнь» (№ 3 за 1960 год). В предисловии к этому рассказу Визбор писал: «На Кавказе в годы Великой Отечественной войны кем-то из бойцов-альпинистов были написаны слова песни, которая под названием „Баксанская“ продолжает жить и в наши дни. О её создании существуют разные версии. Одна из них положена в основу этого рассказа. Рассказ посвящается неизвестному советскому солдату, автору песни „Баксанская“».
В 1960-е годы текст песни неоднократно публиковался — в частности, в газете «Комсомольская правда» (за 16 июня 1961 года) и в «Спутнике туриста» (1966). Текст также был приведён в антологии «Русский советский фольклор» (1967), где отмечалось, что песня, созданная в 1943 году, «в дальнейшем подвергалась многочисленным переделкам, входила в репертуар военного времени», но «особую же известность приобрела в первые годы после войны и до сих пор сохраняется в репертуаре альпинистов». Юрий Визбор (совместно с Валерием Тамариным) провёл журналистское расследование, результаты которого были обнародованы в газете «Московский комсомолец» в 1968 году. Всё это позволило уточнить обстоятельства создания песни и имена её авторов.
В 1954 году, когда группа под руководством Анатолия Севостьянова совершала восхождение на Донгуз-Орун, один из альпинистов — Арнольд Симоник — нашёл на гребне гранату (по его словам, «зелёная, обычная наша, кажется РГД, без осколочной рубашки») с запиской, оставленной Андреем Грязновым и Любовью Коротаевой. Впоследствии Симоник стал известным альпинистом, неоднократным призёром чемпионатов СССР, а в 1959 году — чемпионом страны. В конце 1960-х годов, встретившись с Коротаевой на одном из юбилейных мероприятий, он передал ей гранату как дорогую реликвию, напоминающую об истории создания этой песни.
Во время участия Ограниченного контингента советских войск в Афганской войне 1979—1989 годов появился ещё один вариант песни на ту же мелодию, с переделанными словами «Баксанской» — «Бой гремел в окрестностях Кабула» (автор изменённого текста — Юрий Кирсанов). Существует и другой вариант текста — «Над Кабулом снова солнце светит».

## Судьба авторов песни

Андрей Грязнов (слева), Любовь Коротаева (в центре) и Николай Персиянинов (справа) в районе Эльбруса (17 февраля 1943 года, фотография Н. А. Петросова)

По-разному сложилась судьба альпинистов — авторов песни. Николай Персиянинов (1912—1945) был разведчиком, командиром взвода в составе 2-й воздушно-десантной Проскуровской дивизии, погиб в бою 3 апреля 1945 года. Андрей Грязнов (1920—1949) после войны работал начальником геологической партии в горах Кара-Мазар; погиб в 1949 году, пытаясь помочь провалившемуся под лёд геологу. Впоследствии его именем был назван один из пиков Киргизского хребта, расположенный в районе Алаарчинского отрога (высота — 4421 м). Любовь Коротаева (1918—2000) после войны получила степень кандидата химических наук, работала доцентом в Университете дружбы народов имени Патриса Лумумбы. Георгий Сулаквелидзе (1913—1983) стал доктором географических наук, профессором, руководил Эльбрусской экспедицией, на базе которой в 1961 году был создан возглавляемый им Высокогорный геофизический институт. Николай Моренец (1922—1998) окончил Сумской педагогический институт имени А. С. Макаренко, работал заведующим отделом народного образования Сумской области. В 1943 году им была написана ещё одна получившая известность песня — «Барбарисовый куст». Борис Грачёв (1911—1996) продолжал службу в армии, ушёл в отставку в звании полковника, затем работал в Министерстве внешней торговли СССР, в конце жизни написал книгу воспоминаний «Огненные тропы Приэльбрусья».

## Отзывы
Литературовед Анатолий Кулагин называл «Баксанскую» «одной из самых знаменитых песен о горах». По его мнению, такие песни 1940-х годов, как «Баксанская» и «Барбарисовый куст», могли способствовать возникновению интереса к песенной тематике у Юрия Визбора — вероятно, он узнал о них в 1952 году, в своём первом горном походе, во время которого родилась его первая песня «Теберда». По словам Кулагина, песни, подобные «Баксанской», «смело можно воспринимать как претексты некоторых визборовских песен и вообще альпинистской темы в его творчестве».
Отмечая необычайную популярность «Баксанской» среди альпинистов, культуролог Анна Ганжа приводила отрывки из неё («Время былое пролетит, как дым, / В памяти развеет прошлого следы, / Но не забыть нам этих грозных дней, / Сохраним навечно в памяти своей») в качестве иллюстрации использования «формулы памяти» и «связи времён» в советских песнях. По её мнению, в этих строчках «наряду с естественной работой памяти, развеивающей дымные следы прошлого», мы видим также и «работу „вечности“», однако «механизм вечности не сработает, если мы сами не станем его соработниками»: мы сами должны не забывать события этих грозных дней, навечно хранить их в своей памяти, а также передавать этот «импульс вечности» своим товарищам.